# James Hoban

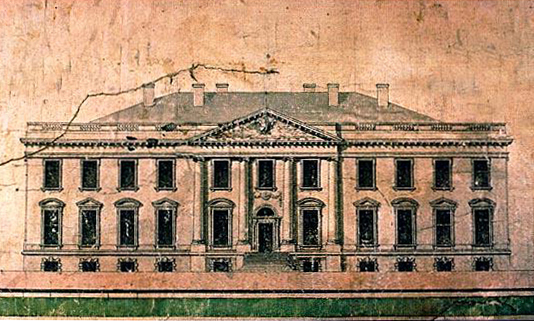
Desen al lui James Hoban înfăţişând proiectul (în progresie) al Casei Albe

James Hoban  (n. circa 1758 – d. 8 decembrie 1831) a fost un arhitect irlandez-american, cel mai bine cunoscut pentru proiectarea Casei Albe, [The] White House din Washington, D.C..

## Viață
James Hoban s-a născut în Desart, lângă Callan, County Kilkenny, Irlanda.  Hoban a fost crescut pe proprietatea Earl of Desart la Cuffesgrange, County Kilkenny, unde s-a pregătit pentru meseria de tâmplar. Ulterior a studiat arhitectura la Royal Dublin Society.
In timpul Războiului de independență al Statelor Unite (American Revolutionary War), Hoban a emigrat în Statele Unite, unde a început să practice arhitectura în Philadelphia în 1781.   În 1782 Hoban s-a mutat în Carolina de Sud, unde activitatea sa de arhitect a devenit înfloritoare. Printre clădirile proiectate de el se numără și South Carolina State House din Columbia. 
În anul 1792, Hoban a câștigat competiția organizată pentru realizarea unei locuințe prezidențiale, mai târziu cunoscută sub numele de [The] White House, Casa albă.  Hoban a fost de asemenea unul din arhitecții care au supravegheat construirea Capitoliului, sediul Congresului Statelor Unite ale Americii, conform planurile arhitectului William Thornton.
Hoban a trăit to restul vieții sale în Washington, D.C., unde a lucrat la proiectarea și construirea diferitelor clădiri publice și guvernamentale, precum și la realizarea de drumuri și poduri.  He also designed Rossenarra House near the village of Kilmoganny in Kilkenny, Ireland in 1824.
Hoban a decedat în Washington, D.C. la 8 decembrie 1831.

## Comemorare în Irlanda
A memorial arbor is being designed to honor James Hoban near his birth place and is expected to be completed by 2008. A major exhibition on his life is to take place at the White House Visitor Center.
"Dublin Made Him...", a one day colloquium in honour of Hoban, took place on 3 octombrie 2008, at the Royal Dublin Society Arhivat în 30 noiembrie 2009, la Wayback Machine. (RDS) in Dublin, Ireland. It was presented by the RDS in association with the White House Historical Association, the U.S. Embassy in Ireland, and the James Hoban Societies of the U.S. and Ireland.